# ألفارو سييرا
ألفارو سييرا (بالإسبانية: Álvaro Sierra)‏ هو دراج كولومبي، ولد في 4 أبريل 1967 في سوغاموسو ‏ في كولومبيا.

## وصلات خارجية
- ألفارو سييرا على موقع أرشيف الدراجات (الإنجليزية)
- ألفارو سييرا على موقع إحصائيات الدراجات الإحترافية (الإنجليزية)
- ألفارو سييرا على موقع CycleBase (الإنجليزية)